# Hiezu
Hiezu (jap. 日吉津村 Hiezu-son) – wieś w Japonii, na wyspie Honsiu, w prefekturze Tottori. Według danych na rok 2020 miejscowość zamieszkiwało 3 501 mieszkańców , a gęstość zaludnienia wyniosła 833,6 os./km².